# Vitold Jean Henri de Wolodkowicz
Jan Henryk Wołodkowicz, dit Jean Henri, né le 17 septembre 1765 à Vilnius (grand-duché de Lituanie), mort le 6 août 1825 à Saint-Pétersbourg (Russie), est un général polonais de la Révolution et de l’Empire.

## États de service
Il rejoint l’armée française en 1796, à l’armée d’Italie et il est nommé général de brigade en 1799. Il est blessé en novembre 1799, alors qu’il se trouve à la tête d’une brigade de cavalerie de la division du général Moncey. En décembre 1800, il commande la cavalerie de l’aile gauche de l’armée d’Italie et le 9 août 1801, il est réformé.
Il est remis en activité avec le grade de général de brigade au service de la France, le 23 septembre 1806 et il est chargé d’organiser et de commander la 2e Légion du nord en formation à Nuremberg. En 1806 et 1807, il fait les campagnes de Prusse et de Pologne et le 27 septembre 1807, il reçoit l’ordre de Napoléon de se mettre au service du duché de Varsovie
Il est nommé chevalier de la Légion d’honneur en 1812 et il est fait prisonnier à la bataille de Smolensk le 17 août 1812, puis déporté en Sibérie.
Il meurt le 6 août 1825, à Saint-Pétersbourg.

## Mariage et descendance
- il divorce en 1804 de Anne Marguerite Fergusson Tepper.
  - dont Józef Wołodkowicz , officier mort après la bataille de Smolensk (1812).
- il épouse en secondes noces à Versailles le 3 prairial an XII Marie Thérèse Lasseray (1774-1860).
  - dont Alexandre Henry Wołodkowicz (1805-1875), receveur général des finances. Il a écrit le livre : Ni paix, ni sécurité pour l'Europe avec la Russie telle qu'elle est, Paris, E. Dentu libraire-éditeur, 1855, 36 p. (lire en ligne).

## Arc de Triomphe
L'inscription de son surnom Henry sur le pilier ouest, en colonne 38, de l'arc de triomphe de l'Étoile lui est contesté. Bien que ses descendants aient déposé plusieurs requêtes afin de remplacer le nom de HENRY par celui de Wołodkowicz, ce ne sont que des refus qui leur sont retournés, justifiés par le fait qu'on ne touche pas à l’intégrité d’un monument historique.

## Sources
- (en) « Generals Who Served in the French Army during the Period 1789 - 1814: Eberle to Exelmans »
- Thierry Pouliquen, « Les généraux français et étrangers ayant servis [sic] dans la Grande Armée » (consulté le 3 mai 2015)
- (pl) « Napoléon.org.pl »
- Georges Six, Dictionnaire biographique des généraux & amiraux français de la Révolution et de l'Empire (1792-1814) Paris : Librairie G. Saffroy, 1934, 2 vol.
- « Geneanet : Henry WOLODKOWICZ (prince) »